# Tour de Suisse 2008
72. edycja Tour de Suisse odbyła się w dniach 14–22 czerwca 2008 roku. Trasa tego szwajcarskiego, dziewięcioetapowego wyścigu liczyła 1411 km ze startem w Langnau im Emmental i metą w Bernie.
Zwyciężył reprezentant Czech Roman Kreuziger z grupy Liquigas. Polacy w tym wyścigu nie startowali.

## Etapy
| Etap    | Data       | Start – meta                              | Długość (km) | Zwycięzca etapu   | Lider           |
| 1. etap | 14 czerwca | Langnau im Emmental – Langnau im Emmental | 146          | Óscar Freire      | Óscar Freire    |
| 2. etap | 15 czerwca | Langnau im Emmental – Flums               | 197          | Igor Antón        | Igor Antón      |
| 3. etap | 16 czerwca | Flums – Gossau, St. Gallen                | 155          | Robbie McEwen     | Igor Antón      |
| 4. etap | 17 czerwca | Gossau – Domat/Ems                        | 171          | Robbie McEwen     | Igor Antón      |
| 5. etap | 18 czerwca | Domat/Ems – Caslano                       | 190          | Markus Fothen     | Igor Antón      |
| 6. etap | 19 czerwca | Quinto – Verbier                          | 188          | Kim Kirchen       | Kim Kirchen     |
| 7. etap | 20 czerwca | Gruyères – Lyss                           | 171          | Fabian Cancellara | Kim Kirchen     |
| 8. etap | 21 czerwca | Altdorf – Klausen Pass                    | 25 (ITT)     | Roman Kreuziger   | Roman Kreuziger |
| 9. etap | 22 czerwca | Altdorf – Berno                           | 168          | Fabian Cancellara | Roman Kreuziger |

## Wyniki
| M-ce | Imię i nazwisko | Kraj       | Drużyna           | Czas                         |
| ---- | --------------- | ---------- | ----------------- | ---------------------------- |
| 1.   | Roman Kreuziger | Czechy     | Liquigas          | 35h 43' 46” (39,49 km/godz.) |
| 2    | Andreas Klöden  | Niemcy     | Team Astana       | + 49"                        |
| 3    | Igor Antón      | Hiszpania  | Euskaltel-Euskadi | + 1' 55"                     |
| 4    | Damiano Cunego  | Włochy     | Lampre            | + 2' 11"                     |
| 5    | Thomas Lövkvist | Szwecja    | Team High Road    | + 2' 37"                     |
| 6    | Andy Schleck    | Luksemburg | Team CSC          | + 2' 57"                     |
| 7    | Kim Kirchen     | Luksemburg | Team Columbia     | + 2' 58"                     |
| 8    | Markus Fothen   | Niemcy     | Team Gerolsteiner | + 4' 08"                     |
| 9    | Christian Knees | Niemcy     | Team Milram       | + 4' 08"                     |
| 10   | Laurens ten Dam | Holandia   | Rabobank          | + 4' 26"                     |